# NXT In Your House
NXT In Your House es una serie de eventos de lucha libre profesional y de WWE Network producido por la WWE para su territorio de desarrollo NXT 2.0. Originalmente fueron parte de la serie de eventos TakeOver, antes de que el nombre TakeOver fuera descontinuado en 2021.

## Eventos

### 2022
NXT In Your House 2022 tuvo lugar el 4 de junio de 2022 desde el Capitol Wrestling Center en Orlando, Florida. Se celebró en el fin de semana de Hell in a Cell.

#### Resultados
- The D'Angelo Family (Tony D'Angelo, Channing «Stacks» Lorenzo & Troy «Two Dimes» Donovan) derrotaron a Legado Del Fantasma (Santos Escobar, Cruz del Toro & Joaquin Wilde) (con Elektra Lopez) (12:45).[1]
  - Stacks cubrió a Wilde después que D'Angelo lo golpeara con un puño americano.
  - Como resultado, Legado del Fantasma debió unirse al The D'Angelo Family.
- Toxic Attraction (Gigi Dolin & Jacy Jayne) derrotaron a Katana Chance & Kayden Carter y retuvieron el Campeonato Femenino en Parejas de NXT (9:01).[2]
  - Dolin cubrió a Carter después de un «Half Nelson Suplex».
- Carmelo Hayes (con Trick Williams) derrotó a Cameron Grimes y ganó el Campeonato Norteamericano de NXT (15:30).[3]
  - Hayes cubrió a Grimes después de un «Tail Whip».
  - Durante la lucha, Williams interfirió a favor de Hayes.
- Mandy Rose derrotó a Wendy Choo y retuvo el Campeonato Femenino de NXT (11:08).[4]
  - Rose cubrió a Choo después de un «Kiss the Rose».
  - Después de la lucha, Rose celebró con Toxic Attraction.
- The Creed Brothers (Julius Creed & Brutus Creed) derrotaron a Pretty Deadly (Elton Prince & Kit Wilson) y ganaron el Campeonato en Parejas de NXT (15:19).[5]
  - Julius cubrió a Wilson después de un «Shooting Star Press».
  - Si The Creed Brothers perdían, hubieran sido expulsados de Diamond Mine.
- Bron Breakker derrotó a Joe Gacy y retuvo el Campeonato de NXT (15:50).[6]
  - Breakker cubrió a Gacy después de un «Military Press Powerslam».
  - Si Breakker era descalificado, perdería el título.